# Užická republika
Užická republika (srbsky Ужичка република) je název pro osvobozené území v rámci Jugoslávie (přesněji Srbska pod německou okupační správou).
Ve snaze pomoci SSSR, napadenému nacistickým Německem, zorganizovali komunističtí partyzáni celojugoslávské povstání. Německé okupační síly dokázaly sice během Dubnové války zemi vojensky zlikvidovat, jejich vojenská přítomnost však nebyla příliš silná; hlavní metoda boje proti domácímu odboji stála především na zastrašování zbylých bojovníků královské armády. To bylo víceméně úspěšné.

## Vznik, vývoj a pád Užické republiky

### Osvobození rozsáhlého území
Během léta až do listopadu 1941 se podařilo komunistům spolu s četniky Dragoljuba Mihajloviće obsadit rozsáhlé území na jihozápadu Srbska, sahajícího od hranic Bosny a Hercegoviny až po Valjevo na severu a Kraljevo na východě.
Užická republika měla vlastní orgány moci, fungovaly školy a vycházely stranické noviny Borba, které organizovali komunisti. Byla vyhlášena mobilizace obyvatelstva ve věku od 18 do 40 let, které si mohlo svobodně vybrat, zdali chce vstoupit do partyzánské, nebo royalistické armády. Během několika měsíců dokázali jen partyzáni rozšířit své řady o 25 000 lidí.

### Působnost dvou nezávislých armád
Představitelé četnického vojska, především pak Dragoljub Mihajlović, nebyli příliš nakloněni myšlence otevřeného boje. Byli si dobře vědomi toho, že strategií Velké Británie je otevřít co nejvíce front v Evropě, pokud možno i jednu na Balkáně. Teprve po příchodu Britů by jeho bojovníci měli vést ozbrojený boj proti nacistům. Plán komunistů na otevřený střet s německými okupačními silami proto považoval za značně předčasný.
Pro tisíce nových partyzánských bojovníků bylo velmi složité zajistit vhodné vybavení a také alespoň základní vojenský výcvik. Nedostávalo se jak zbraní, tak i munice. Zbraně byly zajišťovány krádežemi především u německých posádek. Vojáci z osvobozeného území byli často při svých operacích omezování nedostatky jak zbraní, tak i výbušnin, a tak mohli provést při svých záškodnických akcích jen velmi malou škodu nepříteli. Často se uchylovali k blokádám měst.
Rovněž byl také značný problém s jídlem; jugoslávská historiografie často připomínala, že sedláci dobrovolně podporovali příslušníky osvobozeneckého vojska, část úrody však museli sedláci odevzdávat armádě povinně. Na druhou stranu se však dařilo průběžně opravovat infrastrukturu na osvobozeném území a postupně i průmyslovou výrobu. V mnohých městech na osvobozeném území byly zřizovány nemocnice a lazarety. V pohoří Zlatibor sloužily k tomuto účelu turistické objekty, vybudované v době existence jugoslávské monarchie.[zdroj?]

### Vzájemné spory mezi četniky a partyzány
Postupně však rostl vliv partyzánů na úkor četniků, což v řadách králi věrných oddílů armády vyvolávalo rostoucí znepokojení.
Nespokojenost s partyzány mezi četniky a s četniky mezi partyzány s postupujícím časem narůstala, a to i přesto, že se Josip Broz Tito pokoušel s Dražou Mihajlovićem vyjednávat. V říjnu se začaly množit případy, kdy jedno vojsko odzbrojovalo příslušníky druhého, a naopak.

### Německá ofenziva a pád Užické republiky
Kromě problémů domácích antifašistů se také v měsíci listopadu zvýšila aktivita německých okupačních vojsk. V polovině měsíce listopadu padlo rozhodnutí, že ve snaze získat přístup ke "starému Srbsku" (tzn. Sandžaku a Kosovu) bude nezbytné oblast Užické republiky obsadit. Německý útok měl být proveden ze dvou směrů; ze severu na Užice a z východu údolím řeky Západní Moravy. Proti německé armádě, která v průběhu roku 1941 byla považována za nejlepší bojovou sílu na planetě,[zdroj?] se nemohli slabě vyzbrojení a vycvičení partyzáni nikterak ubránit.
S postupem Němců a rostoucím vlivem partyzánů na úkor royalistického vojska začali být četničtí představitelé stále netrpělivější. Na začátku listopadu se tak četnické vojsko vydalo z Požegy dobýt partyzány držené Užice. Postupující německá armáda, navíc posílená jednotkami, přesunutými z Řecka a východní fronty, toho využila a provedla ofenzivu. Užice tak bylo 29. listopadu 1941 znovu dobyto. Povstalci se rozutekli do hor; partyzáni postupovali směrem do Bosny, četnici se stáhli do oblasti Sandžaku.[zdroj?]

## Odkaz
Termín Užická republika nebyl v době existence osvobozeného území používán. Komunistické vedení si v době vyjednávání s jugoslávskou exilovou vládou v Londýně nedovolilo používat termínu republika, aby tím dalo nevědomky najevo, že hodlá odstranit jugoslávskou monarchii. Teprve až nedlouho po pádu Užice se kdesi v partyzánském tisku objevil pojem "Užická sovětská republika", který byl později zkrácen na "Užická republika". Podle tohoto vzoru je také označována i tzv. Bihaćská republika, tedy osvobozené území v oblasti města Bihać v severozápadní Bosně a Hercegovině.
Na počest historické události byl v roce 1974 natočen stejnojmenný film.

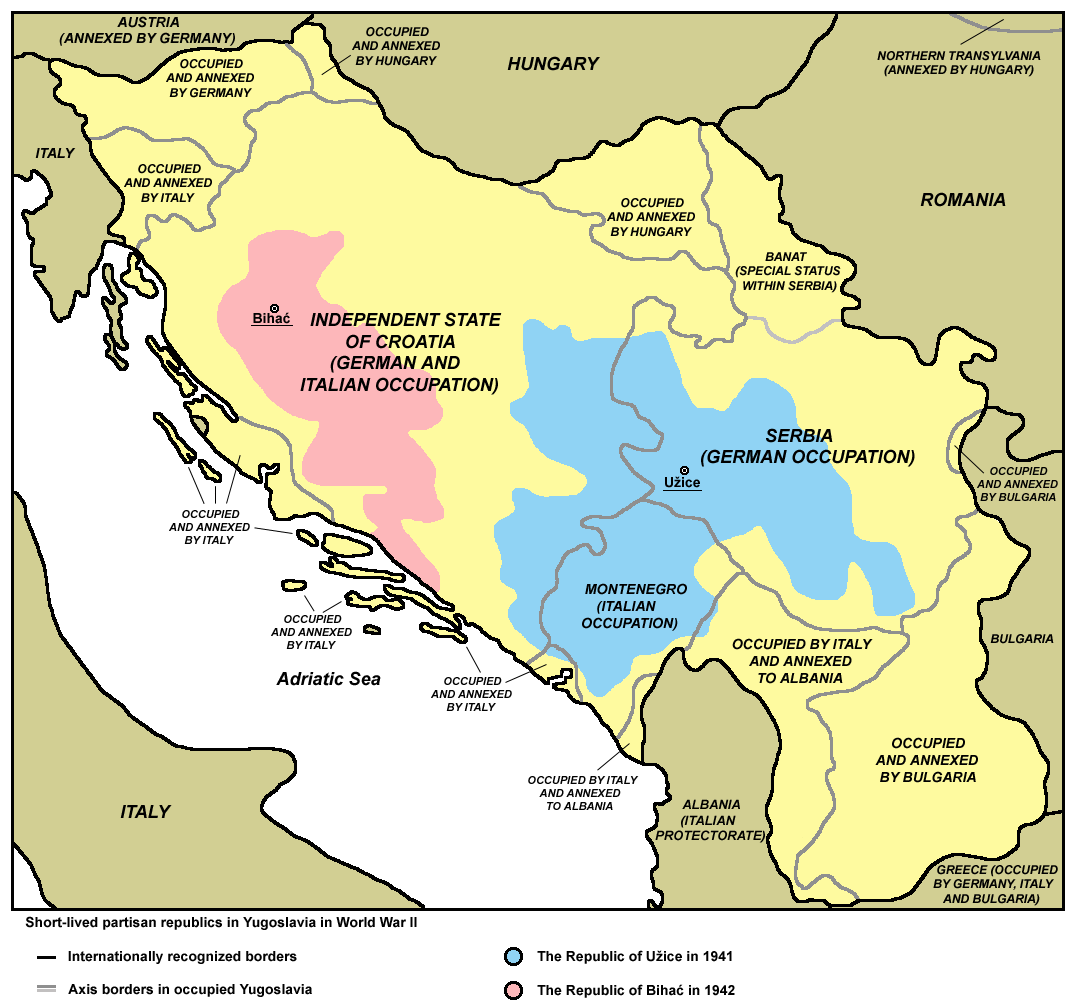
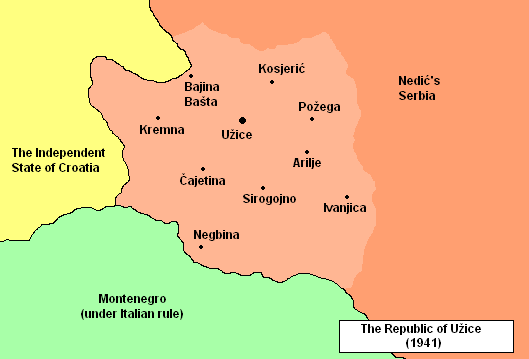